# Nåletræ (vedtype)
 For alternative betydninger, se Nåletræ (flertydig). (Se også artikler, som begynder med Nåletræ)
Nåletræ eller Nåletræsved er ved fra nåletræ-rækken (Pinophyta).
Veddet fra nåletræ høstes som tømmer og benyttes som træ til en række forskellige materialer.
Vedcellerne i nåletræ viser mere primitive træk end løvtræernes. Det skal ikke forstås sådan, at arterne er tilbagestående, for de er tvært imod meget levedygtige og hårdføre på deres naturlige biotoper. Nåletræer kendes i reglen på, at langt de fleste af dem har nåle i stedet for blade.
Almindeligvis tiltager veddets styrke, jo smallere årringene er, og det gælder i høj grad for nåletræsved. Årringenes bredde hænger sammen med levevilkårene: jo dårligere vilkår, jo smallere årringe (og altså: jo bedre ved), men de kan naturligt nok blive for smalle.
De mest almindelige sorter af nåletræstømmer er:
- Gran, Ædelgran, Rødgran som ikke er særligt stærkt og holdbart.
- Fyr, Skovfyr som er lidt mere holdbart, og stærkere.
- Lærk og Douglasgran, som er blødt, stærkt, stift og temmelig holdbart.
- Sibirisk Lærk, som kan være skørt.
- Ceder, som normalt er veddet af Kæmpe-Thuja. Det er let, stift, skørt, men meget varigt.